# Hladen pot
Hladen pot (COBISS) je pesniška zbirka Sare Lubej, izšla je leta 2003 pri Založbi Škuc. 

## Vsebina
Zbirko sestavlja dvanajst ciklov: Mimo česa mimo časa, Se postavi tako in je lepa, Samo za en hip, V borbi z vsemi vmes do nje, Lokacije, Figure, Ćrepinje superattack kolaž, Pravi fant, Mirno!, In-formacija, lareesa včasih, Zaćasno druga začasnost in Gas maske.
Tematika zbirke je izrazito lezbična. Lirski subjekt razmišlja o sebi in svoji ljubimki, popisuje vsakdan s svojo ljubimko, v zbirki najdemo mešanico lezbične erotike in pustolovske upornosti. Govori o brezčasnosti, ko si z ljubljeno osebo. Do sveta je sovražno nastrojena, svet nam prikazuje skozi svoje oči.